# 黑水国遗址
黑水国遗址，位于中国甘肃省张掖市甘州区，2001年6月25日公布为第五批全国重点文物保护单位，主要包括西城驿遗址、汉代建筑遗址、黑水国南城、黑水国北城、古寺院遗址、古屯庄遗址及汉晋墓群，遗迹分布范围为16平方公里。
遗址内散存有大量汉的砖块，现存城墙都为明代所筑。遗址内发现的壁画有《西游记》《三国演义》等故事情节。城址周围分布有大量汉－魏、晋时期的墓葬群及小城4座，两城间发现4处村落遗址。遗址范围内还有马家窑文化马厂类型遗存，采集有夹砂陶片，器形有鬲和双耳罐等，石器有双孔石刀和石斧，另有骨锥和泥质陶珠等。